# Marinha Popular da Coreia
A Marinha Popular da Coreia do Norte (Chosŏn'gŭl: 조선인민군 해군; Hanja: 朝鮮人民軍 海軍) é o braço naval das forças armadas da norte-coreanas.
Segundo especialistas, a marinha da Coreia do Norte foi desenvolvida para combate costeiro e tem um limite operacional de, no máximo, 50 km de sua costa. A frota possui esquadras em ambas as costas do país que não poderiam prestar auxílio uma a outra caso um dos lados fosse atacado num conflito. Muitos dos seus equipamentos estão em operação desde a sua fundação em 1946. Devido a falta de manutenção e reposição de aparelhamento, a marinha norte-coreana não é considerada muito poderosa, com equipamentos majoritariamente desatualizados. Recentemente, o país tem tentado modernizar suas forças armadas, com a marinha construindo novos submarinos, em substituição a ultrapassada Classe Romeo (que data do final da década de 1950).
A marinha norte-coreana tem aproximadamente 20 bases militares ativas, nas duas costas marítimas do país (o mar do Japão e o mar Amarelo).